# المشاركة العربية في الألعاب الأولمبية الصيفية 1984
هذه القائمة مخصصة لتوثيق مشاركة الدول العربية في الألعاب الأولمبية الصيفية 1984، حيث شارك 417 رياضياً ورياضية من قرابة 6,829 في هذه الدورة من الألعاب الأولمبية الصيفية التي أُقيمت في لوس أنجلوس. شهدت الدورة مشاركة كل من البحرين وجيبوتي وموريتانيا و اليمن الشمالي وعمان وقطر والامارات لاول مرة، ومقاطعة ليبيا للدورة

## أصحاب الميداليات
| الميدالية | الاسم          | الرياضة     | المُسابقة                    | التاريخ  |
| --------- | -------------- | ----------- | --------------------------- | -------- |
| ذهبية     | نوال المتوكل   | ألعاب القوى | سباق 400 متر حواجز          | 8 أغسطس  |
| ذهبية     | سعيد عويطة     | ألعاب القوى | سباق 5000 متر               | 11 أغسطس |
| فضية      | محمد علي رشوان | الجودو      | فئة الوزن المفتوح           | 11 أغسطس |
| فضية      | جوزيف عطية     | المصارعة    | المصارعة الحرة لوزن 100 كلغ | 11 أغسطس |
| برونزية   | مصطفى موسى     | الملاكمة    | الوزن الثقيل الخفيف         | 11 أغسطس |
| برونزية   | محمد زاوي      | الملاكمة    | الوزن المتوسط               | 11 أغسطس |

## مراكز الدول العربية
| الترتيب | منتخب   | ذهبية | فضية | برونزية | المجموع |
| ------- | ------- | ----- | ---- | ------- | ------- |
| 18      | المغرب  | 2     | 0    | 0       | 2       |
| 33      | مصر     | 0     | 1    | 0       | 1       |
| 33      | سوريا   | 0     | 1    | 0       | 1       |
| 42      | الجزائر | 0     | 0    | 2       | 2       |
| المجموع | المجموع | 2     | 2    | 2       | 6       |

## المشاركون
كان عدد الرياضيين العرب المشاركين في الألعاب الأولمبية لسنة 1984 كالاَتي:
- مصر (114)
- المغرب (40)
- السعودية (40)
- الجزائر (32)
- قطر (27)
- العراق (24)
- تونس (23)
- الكويت (23)
- لبنان (21)
- سلطنة عمان (16)
- الأردن (12)
- البحرين (10)
- سوريا (7)
- الصومال (7)
- الإمارات العربية المتحدة (7)
- السودان (5)
- موريتانيا (4)
- جيبوتي (3)
- اليمن الشمالي (2)